# Le Lapin (Maupassant)
Pour les articles homonymes, voir Le Lapin.
Le Lapin est une nouvelle de Guy de Maupassant, parue en 1887.

## Historique
Le Lapin est une nouvelle de Guy de Maupassant initialement publiée dans la revue Gil Blas du 19 juillet 1887, puis dans le recueil La Main gauche en 1889.

## Résumé
De bon matin, craignant des maraudes, maître Lecacheur se met en route vers son poulailler quand la fille de ferme lui crie : « Maît' Cacheux, Maît' Cacheux on a volé un lapin, c'te nuit »...

## Éditions
- 1887 -  Le Lapin, dans Gil Blas
- 1887 -  Le Lapin, dans La Vie populaire du 13 novembre 1887
- 1889 -  Le Lapin, dans le supplément de La Lanterne du 4 juillet 1889
- 1889 -  Le Lapin, dans La Main gauche recueil paru en 1889 chez l'éditeur  Paul Ollendorff
- 1979 -  Le Lapin, dans Maupassant, Contes et nouvelles, tome II, texte établi et annoté par Louis Forestier, Bibliothèque de la Pléiade, éditions Gallimard.hrur667d67